# Jerzy Paleolog
Jerzy Paleolog gr. Γεώργιος Παλαιολόγος (XI/XII w.) – generał bizantyński, syn Nicefora Paleologa, (zm. 1081). 

## Życiorys
Był jednym z najwybitniejszych dowódców wojskowych i zwolenników cesarza Aleksego I Komnena (1081-1118). Jego żona Anna Dukaina (Dukas) była siostrą Ireny Dukainy, żony Aleksego I Komnena. Dopomógł Aleksemu I Komnenowi zdobyć tron, a następnie skłonił marynarzy floty cesarskiej do proklamowania nowej pary cesarskiej, swej szwagierki Ireny
Doukainy i jej męża Aleksego I. Mianowany kouropalatesem i duksem Dyrrachionu, wyruszył bronić miasta przed Normanami. Brał później udział, mając już jedną z najwyższych godności dworskich — sebastosa, w wojnach prowadzonych przez swego cesarskiego szwagra z licznymi najeźdźcami. Przed śmiercią ufundował w Konstantynopolu monaster Św. Demetriusza zwany Paleologowskim. Jego synami byli:
- Nicefor
- Andronik Dukas Paleolog (ur. 1083/1085, zm. ok. 1115/1118)
- Michał, sebastos
- Aleksy (1125-1167)